# Mur pantalla

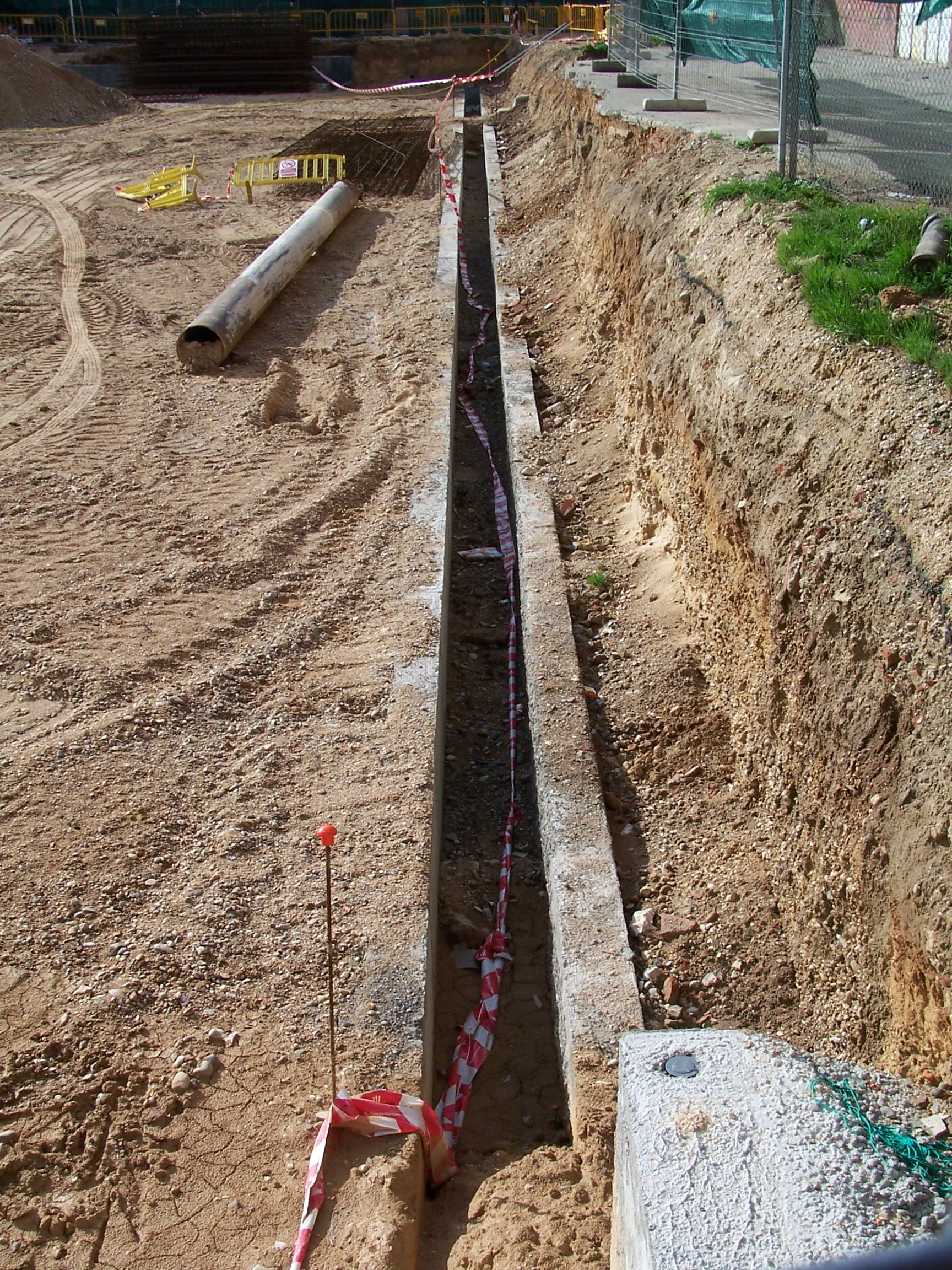
Murs guia per a la pantalla

Un mur pantalla o pantalla de formigó in situ és una estructura de contenció flexible, construït abans de buidar les terres. Durant el procés de buidatge requereix dispositius estabilitzadors auxiliars, com ara ancoratges, la berma de terres o d'altres.
A diferència de les pantalles de panells prefabricats de formigó, aquesta estructura es fa en obra. És a dir, els elements estructurals d'aquesta mena de pantalla es fan in situ.
Les dimensions dels panells que conformen els murs pantalla són entre 2,5 i 5 metres de longitud, i 4 a 15 cm de gruix. La longitud de la pantalla depèn del seu dimensionament.
Cada element que conforma un mur pantalla treballa independentment, i entre dues pantalles hi ha juntes que han de ser estanques (per evitar el pas d'aigua). El càlcul de les pantalles se sol realitzar suposant que és una biga encastada que suporta el moviment de terres.
Els murs pantalla serveixen per poder resistir les empentes del terreny en els períodes crítics d'excavació del solar i evitar i limitar l'entrada d'aigües del nivell freàtic, així com absorbir les càrregues. Es formigona amb bombes, que desplaçen els llots cap amunt. Fa menester diferents màquines per a construir-lo
Al formigó per construir un mur pantalla habitualment s'hi afegeix uns additius fluïdificants que afavoreixen l'adaptació al terreny a la vegada que facilita la unió amb l'armadura de la pantalla.

## Tipus
Aquests murs poden ser de diferents tipus:
- Autoestable: els que s'aguanten per ells mateixos gràcies a la secció, han de tenir el 50% o més de l'alçada per sota del terreny.
- Isostàtic: necessiten una línia d'ancoratges.
- Hiperestàtic: necessiten dos o més línies d'ancoratges. A mesura que buida el terreny, es van col·locant els ancoratges. Un cop acabat el mur, es destensen els ancoratges (absorció per part dels forjats).

## Fases de l'excavació
1. Execució dels murs guia: Són els murs per la correcta construcció del mur pantalla, ja que guien per fer el forat perpendicularment. Per aquesta activitat s'utilitza una mini excavadora, ja que la construcció d'aquest mur no requereix un gran moviment de terres.
2. Excavació i aportació de llots: La pala que s'utilitza per l'excavació té uns forats per deixar escapar els llots. Es fa servir una grua amb una pala bivalva hidràulica, ja que necessita una ploma més petita i dona més mobilitat.
3. Col·locació de gàbies i elements de junt: Es col·loquen les armadures amb la grua ploma i els elements de junt per l'hora de formigonar.
4. Formigonat del mur pantalla S'ha de vigilar que el formigó sempre sigui el mateix, és a dir, que no variïn les seves propietats en les diferents tongades. La pantalla no es formigonarà tota de cop, sinó que s'utilitzarà el sistema de dames. Aquest sistema consisteix a formigonar per parts deixant una junta per la correcta unió amb la següent tongada. Per formigonar es necessita el camió formigonera, amb bomba, per poder arribar als llocs desitjats.
5. Extracció dels elements de junt S'ha de fer entre 1 i 4 hores després de formigonar.
6. Retirar muret guia i descapçar el mur pantalla També es pica el formigó de la part superior del mur pantalla, ja que es tracta de formigó de baixa qualitat, de forma que quedin armadures a la vista, descapçant i sanejant de la part superior de la pantalla.
7. Biga de coronació Dona la garantia del funcionament del mur pantalla. Serveix per repartir els esforços verticals i a la vegada arriostra els caps dels murs. Si hi ha pilars a la part superior de la pantalla, s'han de preveure les seves esperes.

## Estabilitzacions temporals
- Puntals
- Bermes: només mobilitzen una fracció de l'empenta passiva
- Ancoratges: hi ha dos tipus: els provisionals durant la construcció i els definitius